# Мінамото-но Йосіміцу
Мінамото-но Йосіміцу (яп. 源義光; 1045 — 25 листопада 1127), також відомий як Сінра Сабуро (яп. 新羅三郎) - японський самурай з клану Мінамото, син Мінамото но Йорійосі, що жив за часів періоду Хейан. Мінамото-но Йосіміцу приписують створення японського бойового мистецтва Дайто-рю Айкі-дзюдзюцу.

## Біографія
Народився в 1045 в сім'ї самурая Мінамото но Йорійосі. Його братом був знаменитий воїн Мінамото но Йосіїе. Саме Мінамото-но Йосіміцу вважають засновником Дайто-рю Айкі-дзюдзюцу.
Згідно з історією стилю Дайто-рю, Йосіміцу розчленовував трупи вбитих в бою і вивчав їх з метою пошуку життєво важливих точок на тілі людини (атемі) і складання больових прийомів. Назва школи походить від особняка, що носить назву «Дайто» і розташованого в провінції Омі (сучасна префектура Сіга), де Йосіміцу проживав, будучи дитиною.
За свої військові заслуги Йосіміцу отримав землі в провінціях Муцу і Хітаті, після чого він перебрався на проживання в село Сатаке. Землі цього села він залишив своєму синові, Сатаке Йосінобу.
Для військової служби під час війни Госаннен Мінамото-но Йосіміцу був призначений правителем провінції Каї, де він згодом і влаштувався. Відомо, що клан Сатаке походить від Сатаке Масайосі, онука Мінамото-но Йосіміцу.
Правнук Йосіміцу, Нобуесі, в кінцевому підсумку взяв прізвище «Такеда», і з того моменту техніки школи Дайто-рю Айкі-дзюдзюцу таємно передавалися з покоління в покоління серед членів сім'ї Такеда до кінця XIX століття, коли Такеда Сокаку вперше відкрив стародавні традиції широкій публіці і почав навчати мистецтву не тільки членів свого клану.
Одним з найстаріших символів Японії є храм Унпо-дзі, що знаходиться в префектурі Яманасі. Згідно з легендою, він був вручений Мінамото-но Йосіміцу імператором Рейдзей і розглядався як сімейний скарб клану Такеда протягом тисячі років, але історичне підтвердження даного факту не існує.